# Faustino Burgos Brisman
Faustino Burgos Brisman CM (ur. 15 lutego 1960 w San Francisco de Macorís) – dominikański duchowny katolicki, biskup pomocniczy Santo Domingo w latach 2017-2024, biskup diecezjalny Baní od 2024. 

## Życiorys
Święcenia kapłańskie otrzymał w dniu 30 maja 1987 w zgromadzeniu Księży Misjonarzy. Był m.in. wychowawcą w zakonnym seminarium, dyrektorem ośrodków formacyjnych w Santo Domingo, prowincjałem oraz dyrektorem prowincjalnym szarytek.
22 lipca 2017 papież Franciszek mianował go biskupem pomocniczym Santo Domingo ze stolicą tytularną Bararus. Sakry udzielił mu 26 sierpnia 2017 arcybiskup Francisco Ozoria Acosta.
17 sierpnia 2024 ten sam papież przeniósł go na urząd biskupa diecezjalnego Baní.